# Università di Georgetown

Logo dell'Università di Georgetown

L'Università di Georgetown (in lingua inglese: Georgetown University) è una università privata (cattolica) statunitense, con sede a Washington DC.
È la più antica università cattolica degli Stati Uniti d'America e uno dei più prestigiosi atenei del Paese e del mondo, con un'ammissione altamente selettiva. L'università offre corsi di laurea in quarantotto discipline, iscrivendo una media di 7 500 studenti universitari e 10 000 studenti post laurea provenienti da più di 135 Paesi.
La comunità di alunni di Georgetown include 27 Rhodes Scholars, 32 Marshall Scholars, 33 Truman Scholars, 429 Fulbright Scholars, 2 presidenti degli Stati Uniti e 2 giudici della Corte suprema degli Stati Uniti, nonché 14 capi di Stato stranieri. Tra le principali istituzioni mondiali nel settore del governo e nelle relazioni internazionali, tra gli alumni di Georgetown figurano più diplomatici statunitensi di qualsiasi altra università e svariati membri del Congresso degli Stati Uniti.
Fondata dal padre gesuita John Carroll nel 1789, l'università è ancora retta dalla Compagnia di Gesù: fa infatti parte dell'associazione delle università gesuite (AJCU), l'associazione delle 28 università che la Compagnia di Gesù possiede negli Stati Uniti, e assieme alla Università Cattolica d'America e alla Trinity Washington University, è una delle tre università cattoliche nel Distretto di Columbia. I gesuiti partecipano alla vita accademica dell'università, sia come studiosi sia come amministratori, dal 1805. Tuttavia, l'università è sempre stata governata indipendentemente dalla Chiesa e la maggior parte degli studenti di Georgetown non è cattolica.
Georgetown University è rinomata soprattutto per la Edmund Walsh School of Foreign Service, il cui programma undergraduate è stato classificato al quarto posto nella classifica globale, mentre il programma graduate occupa il primo posto al mondo secondo la rivista Foreign Policy.

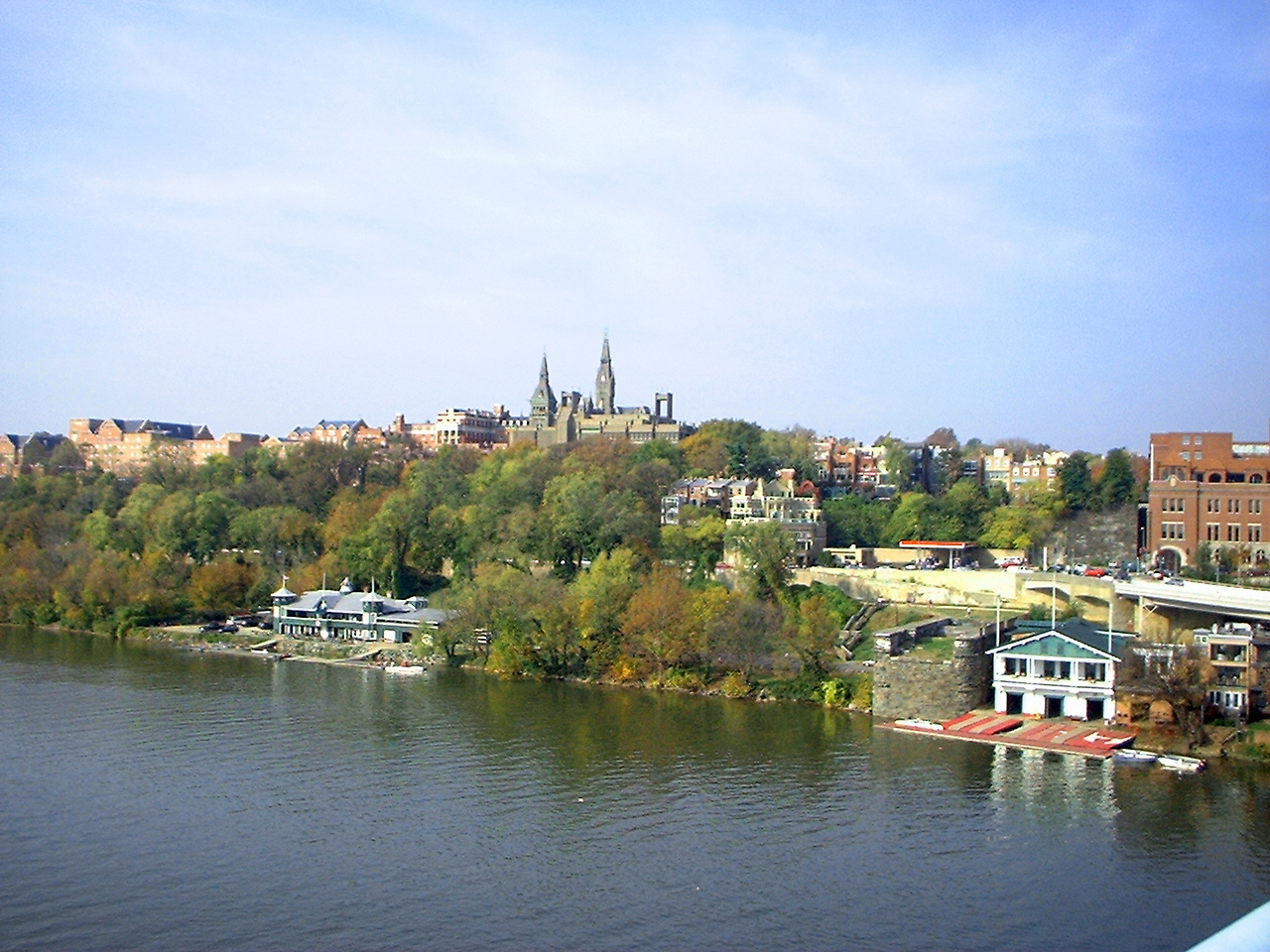
Vista di Georgetown dal Potomac River

## Ranking e ammissioni
L'ammissione a Georgetown è definita "most selective" dall'US News & World Report, avendo l'università ricevuto 21.318 domande e ammesso solo il 15% di questi per la class of 2024. A partire dal 2011, le scuole di specializzazione di Georgetown hanno tassi di accettazione del 3,6% alla School of Medicine, del 21,2% al Law Center, del 25% al MSFS, e del 35% al programma MBA. La School of Foreign Service (SFS) è stata classificata al primo posto negli Stati Uniti per gli affari internazionali secondo l'azienda Niche, nonché al primo posto nel mondo secondo la rivista Foreign Policy. La Medical School è classificata 44ª nella ricerca e 87ª nelle cure primarie, mentre la McDonough School of Business si è classificata 25ª nei programmi MBA, seconda negli affari internazionali, quinta nella gestione senza scopo di lucro e tredicesima negli studi aziendali part-time. Il Georgetown University Law Center è classificato 14º negli Stati Uniti e 12º nel mondo, nonché 1º in formazione clinica e diritto part-time, 2º in diritto tributario, 3º in diritto internazionale, 5º in diritto penale, settimo in diritto sanitario, nono in diritto costituzionale e decimo in diritto ambientale.
Il 94% degli studenti accettati per la class of 2017 faceva parte del 10% migliore della classe e l'intervallo interquartile dei punteggi SAT era 700-770 in Lettura/Scrittura e 680-780 in Matematica. Georgetown accetta sia il SAT sia l'ACT, sebbene non consideri la parte scritta di nessuno dei due test. Oltre il 55% degli studenti universitari riceve aiuti finanziari, con un pacchetto medio di aiuti finanziari di 23.500 dollari e circa il 70% degli aiuti distribuiti sotto forma di sovvenzioni o borse di studio.

## Sport
Georgetown schiera 23 squadre di college e il Club Sports Board supporta altre 23 squadre di club. Le squadre di college partecipano alla Division I della NCAA. La scuola generalmente gareggia nella Big East Conference, anche se la squadra di football americano gareggia nella Division I FCS Patriot League, la squadra di vela nella Middle Atlantic Intercollegiate Sailing Association e le squadre di canottaggio nella Eastern Association of Rowing Colleges.
L'US News & World Report ha elencato il programma di atletica leggera di Georgetown tra i 20 migliori della nazione. Gli studenti atleti di Georgetown hanno una percentuale di successo del diploma del 94% e più di cento hanno continuato a gareggiare a livello professionale. Georgetown ha vinto tre campionati nazionali a squadre della NCAA Division 1 e 23 campionati nazionali individuali della NCAA Division 1.
Le squadre dell'università si chiamano "Hoyas", nome la cui origine è incerta. Prima del 1893, studenti esperti di lingue classiche inventarono il canto misto greco e latino di "Hoya Saxa", che si traduce approssimativamente come "cosa (o tale) rocce". La squadra di baseball della scuola, allora chiamata Stonewalls, iniziò nel 1870 e quella di football nel 1874, e il canto probabilmente si riferisce a una di queste squadre. Negli anni 1920, il termine "Hoyas" era usato per descrivere i gruppi nel campus, e nel 1928, gli scrittori sportivi del campus iniziarono a usarlo al posto del vecchio nome della squadra, gli "Hilltoppers". Il nome fu ripreso nelle pubblicazioni locali, ed è diventato ufficiale poco dopo. Jack the Bulldog è la mascotte dei programmi di atletica di Georgetown dal 1962 e l'inno ufficiale dell'università è "There Goes Old Georgetown".

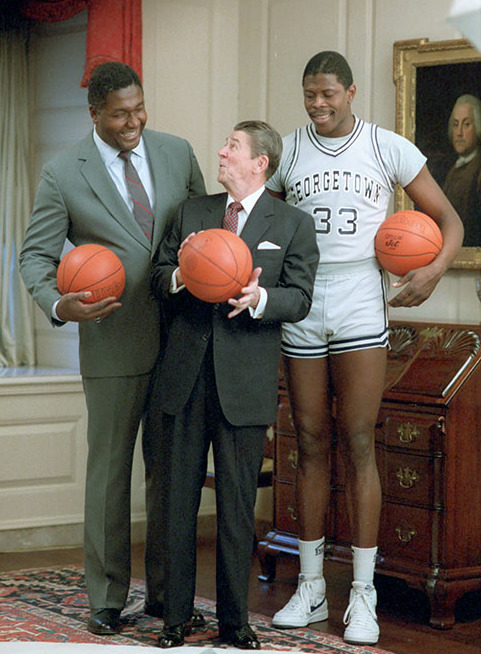
Il 40º presidente degli Stati Uniti Ronald Reagan con John Thompson e Patrick Ewing nel 1984

La squadra di basket maschile è particolarmente degna di nota in quanto ha vinto il campionato NCAA nel 1984 sotto la guida di John Thompson. L'attuale allenatore è l'allievo di Georgetown Patrick Ewing, che ha giocato in tre Final Four sotto la guida di Thompson dal 1982 al 1985. La squadra detiene il record per il maggior numero di titoli nei tornei della conferenza Big East con otto, e ha fatto trenta presenze nei tornei NCAA. Ex giocatori famosi includono Ewing, Sleepy Floyd, Dikembe Mutombo, Alonzo Mourning, Allen Iverson, Jeff Green e Roy Hibbert. Gli ex studenti NBA di Georgetown vantano collettivamente dei più alti guadagni da un singolo programma. Ewing è stato selezionato dalla NBA come uno dei 50 più grandi giocatori nella storia della lega.

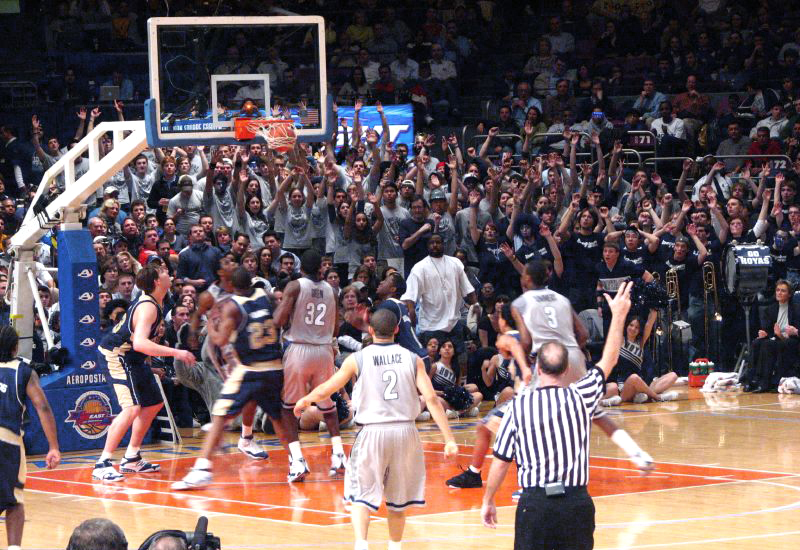
Georgetown Hoyas nel 2007

La squadra di vela ha vinto quattordici campionati nazionali dal 2001 e un campionato mondiale di match race. In quello stesso periodo si sono diplomati 79 All-Americans e 6 College Sailors of the Year. Georgetown ha avuto successo a livello nazionale sia nel cross country sia nell'atletica leggera, e nel 2011, la squadra femminile di cross country ha vinto il secondo campionato NCAA a squadre di Georgetown. Le squadre di canottaggio sono anche perenni contendenti per i titoli nazionali. Le squadre di lacrosse maschile e femminile sono state entrambe classificate tra le prime dieci a livello nazionale, così come entrambe le squadre di calcio, con gli uomini che hanno vinto il campionato nazionale della terza squadra di Georgetown nel 2019, e le donne che hanno raggiunto i quarti di finale nazionali nel 2010 e le semifinali nel 2016. La squadra di rugby è arrivata anche alla Final Four della Division II nel 2005 e nel 2009. Nel 2019 Georgetown ha vinto il campionato a squadre femminile al torneo nazionale della United States Intercollegiate Boxing Association tenutosi alla Syracuse University.

## Alunni celebri

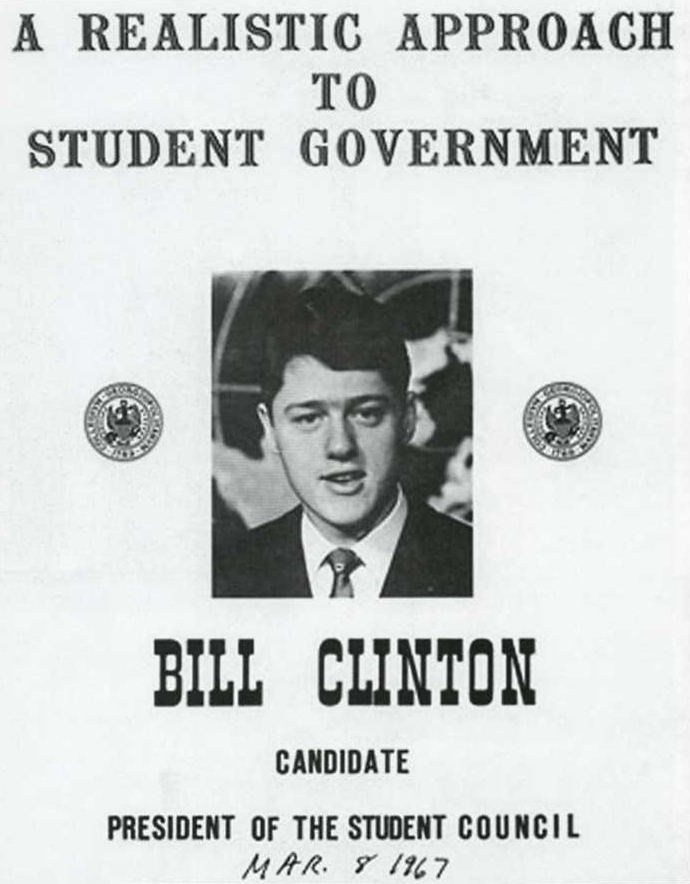
La candidatura di Bill Clinton a presidente del consiglio degli studenti presso Georgetown nel 1967

I laureati presso Georgetown hanno trovato successo in un'ampia varietà di campi e hanno servito a capo di diverse istituzioni sia nel settore pubblico che in quello privato. Subito dopo la laurea, circa il 73% degli studenti universitari entra nel mondo del lavoro, mentre altri passano a un'istruzione aggiuntiva. Georgetown è tra i principali produttori nazionali di Fulbright Scholars, con 429 nel corso della sua storia, e ne ha prodotti più di qualsiasi altra istituzione nell'anno accademico 2019-2020. Georgetown è anche uno dei primi dieci produttori annuali di volontari per i Peace Corps a partire dal 2016. I laureati della McDonough School of Business hanno gli stipendi iniziali più alti, a $ 70.606, e gli alunni in generale hanno uno stipendio iniziale medio di $ 61.681 con uno stipendio medio a metà carriera di $ 129.500.
Studi di governo e relazioni internazionali sono le due più importanti specializzazioni universitarie di Georgetown e molti studenti intraprendono quindi una carriera in politica.
L'ex presidente degli Stati Uniti Bill Clinton si è laureato nel 1968 alla School of Foreign Service, mentre il presidente Lyndon Baines Johnson ha frequentato la Georgetown Law per un semestre nel 1934. Due capi di Stato attualmente sono alumni: Iván Duque Márquez, ex presidente della Colombia, e Željko Komšić, uno dei presidenti tripartiti della Bosnia ed Erzegovina, che ha partecipato a un seminario sulla leadership nel 2003. Alunni ex leader mondiali includono Laura Chinchilla, Presidente della Costa Rica, Saʿd Ḥarīrī, Primo Ministro del Libano, Gloria Macapagal Arroyo, Presidente delle Filippine e José Manuel Barroso, Primo Ministro del Portogallo. Re Felipe VI di Spagna, re Abdullah II di Giordania e suo figlio Hussein, principe ereditario di Giordania, e il principe Turki bin Faisal Al Saud della famiglia reale dell'Arabia Saudita sono tra i reali che hanno frequentato Georgetown. L'erede al trono del Qatar, lo sceicco Abdullah bin Hamad bin Khalifa Al Thani è tra gli alunni del campus in Qatar.

## Cinema
L'università di Georgetown con la Cappella Dahlgren del Sacro Cuore (che fa parte del campus universitario) appare nel film cult L'esorcista del 1973, dove si gira una pellicola e dove padre Damien Karras ha l'incarico di consulente psichiatrico. La chiesa viene profanata all'inizio del film.

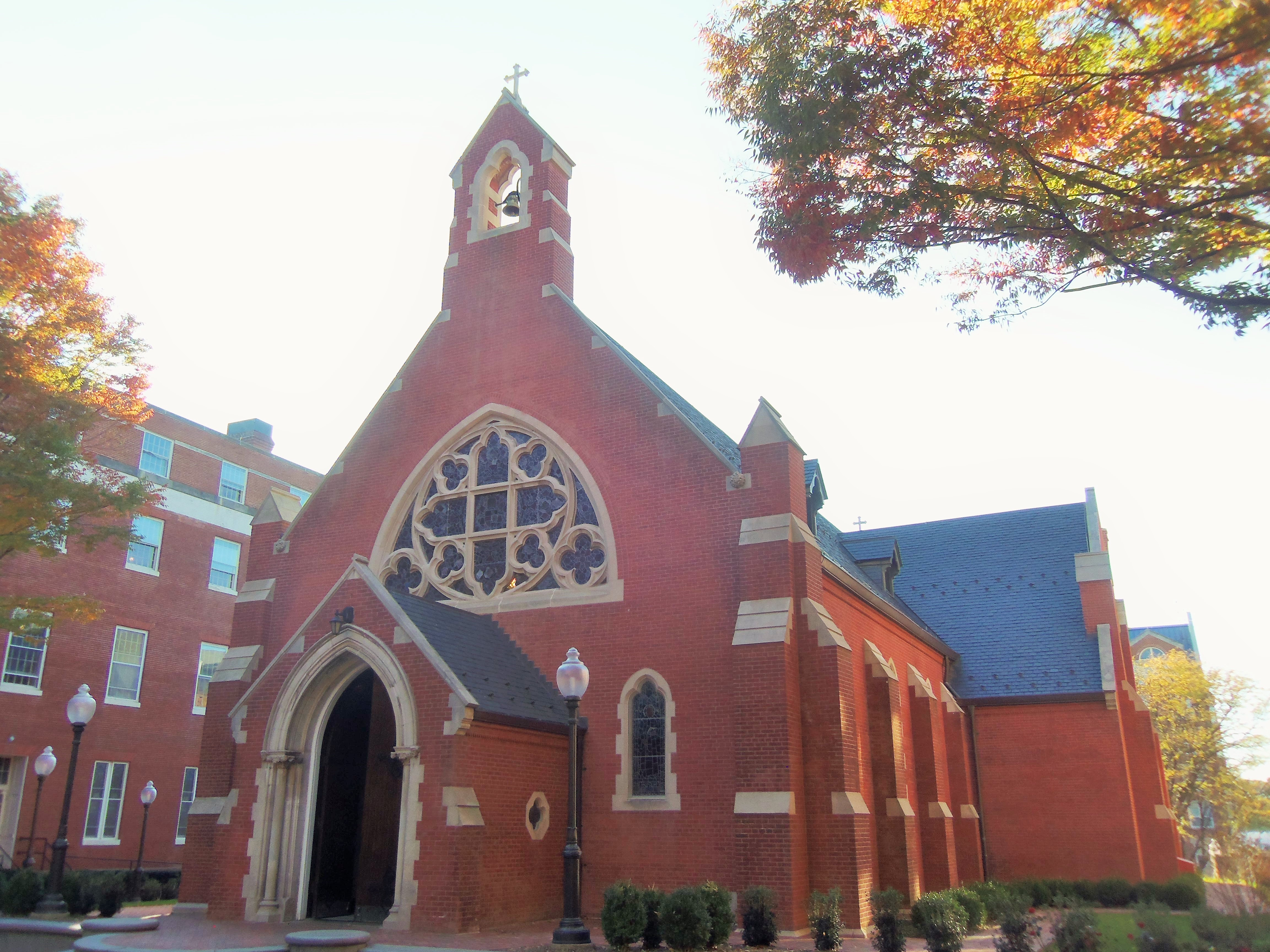
Dahlgren Chapel